# Sośwa Północna
Sośwa Północna (ros. Северная Сосьва, Siewiernaja Sośwa) – rzeka w azjatyckiej części Rosji, na terenie Chanty-Mansyjskiego Okręgu Autonomicznego – Jugry.
Rzeka powstaje z połączenia rzek Bolszaja Sośwa i Małaja Sośwa, których źródła znajdują się na wschodnich stokach Uralu Północnego. Rzeka płynie w kierunku północno-wschodnim, Niziną Zachodniosyberyjską. W końcowym biegu płynie wzdłuż Obu, z którym łączą ją liczne ramiona i do którego ostatecznie uchodzi.
Długość rzeki wynosi 754 km (823 km od źródeł Bolszej Sośwy), a powierzchnia dorzecza – 98 300 km². Rzeka jest żeglowna w dolnym biegu. Zamarza w okresie od października lub listopada do przełomu kwietnia i maja. Od maja do września wylewa.